# Anita Poma
Anita Poma (6 marzo 2004) è una mezzofondista peruviana detentrice del record nazionale degli 800 metri piani, dei 1500 metri piani e dei 1500 metri piani su pista corta.

## Biografia
Nel 2018 veste per la prima volta la maglia della nazionale giovanile del Perù partecipando ai campionati sudamericani under 18 di Cuenca, dove conquista la medaglia di bronzo nei 400 metri piani. Nel 2021 successivo prende parte ai campionati sudamericani under 20 di Lima classificandosi quarta negli 800 metri piani. Lo stesso è medaglia d'oro negli 800 metri piani ai campionati sudamericani under 18 di Encarnación e medaglia di bronzo sulla stessa distanza ai campionati sudamericani under 23 di Guayaquil. Ai Giochi panamericani under 23 di Cali 2021 si classifica quarta negli 800 metri piani.
Nel 2022 raggiunge la finale degli 800 metri piani ai campionati ibero-americani di La Nucia, ma conclude la gara con una squalifica ai XIX Giochi bolivariani è medaglia d'argento negli 800 metri piani e si classifica quinta nei 1500 metri piani. Sempre nel 2022 partecipa ai campionati mondiali under 20 nelle gare degli 800 e 1500 metri piani, in entrambi i casi senza riuscire a superare le batterie di qualificazione. Ai Giochi sudamericani di Asunción 2022 si classifica sesta negli 800 metri piani e settima nei 1500 metri piani.
Nel 2023 conquista due medaglie d'oro ai campionati sudamericani under 20 di Bogotà negli 800 e 1500 metri piani, mentre ai campionati panamericani under 20 di Mayagüez si classifica sesta negli 800 metri e conquista la medaglia d'argento nei 1500 metri piani. Ai Giochi panamericani di Santiago del Cile conclude al quinto posto la gara dei 1500 metri piani.
Ai campionati sudamericani indoor di Cochabamba 2024 conquista la medaglia d'oro e il record della manifestazione nei 1500 metri piani su pista corta, mentre ai campionati ibero-americani di Cuiaba 2024 è medaglia d'argento nei 1500 metri piani, con il nuovo record peruviano di 4'12"33. Lo stesso anno prende parte ai campionati sudamericani under 23 conquistando la medaglia d'argento negli 800 metri piani e la medaglia d'oro nei 1500 metri piani.
Nel 2025 conquista la medaglia d'oro nei 1500 metri piani su pista corta ai campionati sudamericani indoor di Cochabamba, dove prende parte anche alla gara degli 800 metri piani che conclude con una squalifica in finale. Ai campionati mondiali di atletica leggera indoor di Nanchino ferma il cronometro a 4'21"77 nei 1500 metri piani su pista corta, facendo così registrare il nuovo record peruviano assoluto e under 20, ma non riuscendo comunque a qualificarsi per la finale. Ai campionati sudamericani di Mar del Plata 2025 si classifica settima negli 800 metri piani – con il record nazionale assoluto e under 20 portato a 2'10"35 – e quarta nei 1500 metri piani.

## Record nazionali

### Assoluti
- 800 metri piani: 2'05"57 ( Valledupar, 5 luglio 2022)
- 1500 metri piani: 4'12"33 ( Cuiaba, 12 maggio 2024)
- 1500 metri piani pista corta: 4'21"77 (i) ( Nanchino, 21 marzo 2025)

### Under 20
- 800 metri piani: 2'05"57  ( Valledupar, 5 luglio 2022)
- 1500 metri piani pista corta: 4'21"77  (i) ( Nanchino, 21 marzo 2025)

## Progressione

### 800 metri piani
| Stagione | Tempo   | Luogo         | Data       | Rank. Mond. |
| -------- | ------- | ------------- | ---------- | ----------- |
| 2025     | 2'07"53 | Lima          | 30-3-2025  |             |
| 2024     | 2'06"75 | Lima          | 7-4-2024   |             |
| 2023     | 2'06"30 | Mar del Plata | 1-10-2023  |             |
| 2022     | 2'05"57 | Valledupar    | 5-7-2022   |             |
| 2021     | 2'09"92 | Guayaquil     | 17-10-2021 |             |
| 2019     | 2'17"69 | Lima          | 30-11-2019 |             |

### 1500 metri piani
| Stagione | Tempo   | Luogo             | Data      | Rank. Mond. |
| -------- | ------- | ----------------- | --------- | ----------- |
| 2025     | 4'20"34 | Lima              | 28-3-2025 |             |
| 2024     | 4'12"33 | Cuiaba            | 12-5-2024 |             |
| 2023     | 4'14"44 | Santiago del Cile | 3-11-2023 |             |
| 2022     | 4'20"48 | Valledupar        | 1-7-2022  |             |
| 2021     | 4'46"50 | Lima              | 24-7-2021 |             |

### 1500 metri piani pista corta
| Stagione | Tempo      | Luogo      | Data      | Rank. Mond. |
| -------- | ---------- | ---------- | --------- | ----------- |
| 2025     | 4'21"77(i) | Nanchino   | 21-3-2025 |             |
| 2024     | 4'24"72(i) | Cochabamba | 27-1-2024 |             |

## Palmarès
| Anno | Manifestazione                   | Sede              | Evento                   | Risultato | Prestazione | Note                                                      |
| ---- | -------------------------------- | ----------------- | ------------------------ | --------- | ----------- | --------------------------------------------------------- |
| 2018 | Campionati sudamericani under 18 | Cuenca            | 400 m piani              | Bronzo    | 60"41       |                                                           |
| 2021 | Campionati sudamericani under 20 | Lima              | 800 m piani              | 4ª        | 2'16"97     |                                                           |
| 2021 | Campionati sudamericani under 18 | Encarnación       | 800 m piani              | Oro       | 2'11"75     |                                                           |
| 2021 | Campionati sudamericani under 23 | Guayaquil         | 800 metri piani          | Bronzo    | 2'09"92     |                                                           |
| 2021 | Giochi panamericani under 23     | Cali              | 800 m piani              | 4ª        | 2'10"01     |                                                           |
| 2022 | Campionati ibero-americani       | La Nucia          | 800 m piani              | Finale    | dq          |                                                           |
| 2022 | Giochi bolivariani               | Valledupar        | 800 m piani              | Argento   | 2'05"57     |                                                           |
| 2022 | Giochi bolivariani               | Valledupar        | 1500 m piani             | 5ª        | 4'20"48     |                                                           |
| 2022 | Campionati mondiali under 20     | Cali              | 800 m piani              | Batteria  | 2'11"14     |                                                           |
| 2022 | Campionati mondiali under 20     | Cali              | 1500 m piani             | Batteria  | 4'29"50     |                                                           |
| 2022 | Giochi sudamericani              | Asunción          | 800 m piani              | 6ª        | 2'11"58     |                                                           |
| 2022 | Giochi sudamericani              | Asunción          | 1500 m piani             | 7ª        | 4'21"31     |                                                           |
| 2023 | Campionati sudamericani under 20 | Bogotà            | 800 m piani              | Oro       | 2'06"69     |                                                           |
| 2023 | Campionati sudamericani under 20 | Bogotà            | 1500 m piani             | Oro       | 4'33"15     |                                                           |
| 2023 | Campionati panamericani under 20 | Mayagüez          | 800 m piani              | 6ª        | 2'12"07     |                                                           |
| 2023 | Campionati panamericani under 20 | Mayagüez          | 1500 m piani             | Argento   | 4'18"28     |                                                           |
| 2023 | Giochi panamericani              | Santiago del Cile | 1500 m piani             | 5ª        | 4'14"44     | Miglior prestazione personale                             |
| 2024 | Campionati sudamericani indoor   | Cochabamba        | 1500 m piani pista corta | Oro       | 4'24"72     | Record dei campionati                                     |
| 2024 | Campionati ibero-americani       | Cuiaba            | 1500 m piani             | Argento   | 4'12"33     | Record nazionale                                          |
| 2024 | Campionati sudamericani under 23 | Bucaramanga       | 800 m piani              | Argento   | 2'08"37     |                                                           |
| 2024 | Campionati sudamericani under 23 | Bucaramanga       | 1500 m piani             | Oro       | 4'27"46     |                                                           |
| 2025 | Campionati sudamericani indoor   | Cochabamba        | 800 m piani pista corta  | Finale    | dq          |                                                           |
| 2025 | Campionati sudamericani indoor   | Cochabamba        | 1500 m piani pista corta | Oro       | 4'23"74     | Record dei campionati                                     |
| 2025 | Campionati mondiali indoor       | Nanchino          | 1500 m piani pista corta | Batteria  | 4'21"77     | Record nazionale · Miglior prestazione nazionale under 20 |
| 2025 | Campionati sudamericani          | Mar del Plata     | 800 m piani              | 7ª        | 2'10"35     | Record nazionale · Miglior prestazione nazionale under 20 |
| 2025 | Campionati sudamericani          | Mar del Plata     | 1500 m piani             | 4ª        | 4'29"31     |                                                           |

## Campionati nazionali
- 2 volte campionessa peruviana assoluta degli 800 metri piani (2022, 2024, 2025)
- 3 volte campionessa peruviana assoluta dei 1500 metri piani (2024, 2025)
- 1 volta campionessa peruviana under 23 degli 800 metri piani (2024)
- 1 volta campionessa peruviana under 23 dei 1500 metri piani (2024)
- 2 volte campionessa peruviana under 20 degli 800 metri piani (2021, 2023)
- 2 volte campionessa peruviana under 20 dei 1500 metri piani (2021, 2023)
- 1 volta campionessa peruviana under 18 degli 800 metri piani (2021)

2019
- In batteria ai campionati peruviani under 20, 400 m piani - 59"78
- 4ª ai campionati peruviani under 18, 400 m piani - 59"71

2021
- Oro ai campionati peruviani under 20, 800 m piani - 2'15"24
- Oro ai campionati peruviani under 20, 1500 m piani - 4'59"49
- Oro ai campionati peruviani under 18, 800 m piani - 2'15"31
- Argento ai campionati peruviani under 18, 1500 m piani - 4'50"52

2022
- Oro ai campionati peruviani assoluti, 800 m piani - 2'07"31
- Argento ai campionati peruviani assoluti, 1500 m piani - 4'28"59

2023
- Oro ai campionati peruviani under 20, 800 m piani - 2'09"06
- Oro ai campionati peruviani under 20, 1500 m piani - 4'25"29

2024
- 9ª ai campionati peruviani assoluti di corsa campestre, 10 km - 38'54"
- Oro ai campionati peruviani assoluti, 800 m piani - 2'06"75
- Oro ai campionati peruviani assoluti, 1500 m piani - 4'17"19
- Oro ai campionati peruviani under 23, 800 m piani - 2'11"98
- Oro ai campionati peruviani under 23, 1500 m piani - 4'29"04

2025
- Oro ai campionati peruviani assoluti, 800 m piani - 2'07"53
- Oro ai campionati peruviani assoluti, 1500 m piani - 4'20"34